# Nina Mohamed Basam Al Rifai
Nina Mohamed Basam Al Rifai (* 4. Juni 1985 in Homs, Syrien) ist eine syrische Special Olympics Schwimmerin, die bei drei Special Olympics World Summer Games Medaillen gewann und dabei für zwei verschiedene Länder-Teams startete.

## Leben und Karriere
Al Rifai ist die Tochter von Souad Al Jundi und Bassam Rifai. Sie wurde mit dem Down-Syndrom geboren. Ihre Familie zog 1990 von Homs nach Damaskus, wo Al Rifai anfing Sport zu treiben und Mitglied des Special Olympics Schwimm-Teams wurde. 2005 besuchte sie die erste Schule für geistig Beeinträchtigte in Damaskus. Sie nahm an nationalen und internationalen Special Olympics Wettbewerben teil und repräsentierte 2011 ihr Land bei den Special Olympics Weltspielen in Athen, wo sie eine Gold- und eine Silbermedaille im Schwimmen gewann. Um dem Krieg in Syrien zu entgehen, zog ihre Familie 2012 nach Bulgarien, wo Al Rifai weiterhin ihren Sport ausübte und sich dem dortigen Special Olympics Team anschloss. 
2018 wurde Al Rifai ausgewählt, ihre neue Heimat Bulgarien bei den Special Olympics World Summer Games 2019 in Abu Dhabi zu vertreten. Sie kam beim 50-Meter-Freistil F07 auf den 4. Platz und gewann im 100-Meter-Freistil F06 die Bronzemedaille.
Bei den Special Olympics World Summer Games 2023 in Berlin war Al Rifai Mitglied der 5 × 5 Basketballmannschaft, bestehend aus drei Special Olympics Athletinnen und zwei Unified-Partnerinnen ohne Handicap. Sie trat für Special Olympis Bulgarien an und gewann mit ihrem Team die Silbermedaille.
Al Rifai spricht Arabisch, Englisch und Bulgarisch.